# 勐来乡
勐来乡（佤语：Mēng Nōi:949），是中华人民共和国云南省临沧市沧源佤族自治县下辖的一个乡。勐来一词由傣语音译，“勐”为坝子，“来”为小，意为“小坝子”（即勐来坝）。乡政府驻勐来村，陆距沧源县城17.9千米。境内有全国重点文物保护单位沧源崖画。

## 历史沿革
早期历史上，勐来由勐角董土司管辖。1973年勐来公社从糯良公社划出，是沧源县内现有乡镇中成立最晚的一个，1984年改置为勐来区。1988年撤区建乡成立勐来乡。

## 地理
勐来乡位于沧源县中部，北与耿马傣族佤族自治县贺派乡接壤，东南西依次与勐省镇、糯良乡、勐角乡和班洪乡为邻。勐来乡总面积188.1平方千米，2010年普查总人口14,443人，居民以佤族为主，其次是傣族和汉族，佤族人口超过总人口的98%。乡内主要坝子是勐来坝，山脉有窝坎大山、班考大山、公答山等，地势南高北低，最高点为窝坎大山（2,605米，这也是沧源县的最高点），最低点为永安村的河谷地带（1,050米）。主要河流有勐董河、挡怕河等，属澜沧江水系，勐董河在勐来乡境内进入地下，成为暗河。气候上属亚热带季风气候，全年气候温和，立体气候显著，年均气温17.2℃，年均降水1671.5毫米。勐来乡的部分地区属南滚河国家级自然保护区，2011年全乡森林覆盖率达75.6%。矿产资源蕴藏有铅、锌、锰、煤、铁等，其中锰和煤储量最大，但是当地不具备商业冶炼条件，私营矿主将矿石运往内地冶炼。

## 行政区划
勐来乡下辖以下地区：
民良村、永安村、丁来村、拱弄村、英格村、班列村、勐来村、公撒村和曼来村。

## 经济
勐来乡的经济以农业为主，2011年农民人均纯收入3,518元。2011年，勐来乡粮食种植面积2.3万亩，年产3,915吨；甘蔗9127亩，年产2.99万吨；茶场1.05万亩，年产222吨，其他农作物还有烤烟、油菜等。畜牧业方面，2011年末生猪和其他大牲畜共存栏17,548头。2011年政府财政收入106万元。

## 基础设施
勐来乡内有小学9所，九年一贯制学校1所，在校学生共1,739人。医疗方面有卫生院1所、街道门诊1个、村卫生室11个，共有病床10张，专业卫生人员51人。交通方面有乡村公路19条共120.21千米，其中砂石路面19条共119.26千米，剩余0.95千米由水泥铺装，耿沧公路（耿马至沧源）经过勐来乡。